# Axiocteta babooni
Axiocteta babooni là một loài bướm đêm trong họ Erebidae.